# علل جنگ جهانی دوم
1. پیمان ورسای ۱۹۱۹
2. جنگ شوروی و لهستان ۱۹۱۹
3. پیمان تریانون ۱۹۲۰
4. Treaty of Rapallo ۱۹۲۰
5. اتحاد فرانسه-لهستان (۱۹۲۱) ۱۹۲۱
6. March on Rome ۱۹۲۲
7. بحران کورفو ۱۹۲۳
8. Occupation of the Ruhr ۱۹۲۳–۱۹۲۵
9. نبرد من ۱۹۲۵
10. Pacification of Libya ۱۹۲۳–۱۹۳۲
11. Dawes Plan ۱۹۲۴
12. پیمان لوکارنو ۱۹۲۵
13. Young Plan ۱۹۲۹
14. حمله ژاپن به منچوری ۱۹۳۱
15. Pacification of Manchukuo ۱۹۳۱–۱۹۴۲
16. رویداد ۲۸ ژانویه ۱۹۳۲
17. کنفرانس جهانی خلع سلاح ۱۹۳۲–۱۹۳۴
18. دفاع از دیوار بزرگ ۱۹۳۳
19. نبرد رهه ۱۹۳۳
20. به قدرت رسیدن هیتلر ۱۹۳۳
21. آتش‌بس تانگو ۱۹۳۳
22. Italo-Soviet Pact ۱۹۳۳
23. Inner Mongolian Campaign ۱۹۳۳–۱۹۳۶
24. معاهده عدم تعرض آلمان و لهستان ۱۹۳۴
25. پیمان همکاری مشترک فرانسه و شوروی ۱۹۳۵
26. Soviet–Czechoslovakia Treaty of Mutual Assistance ۱۹۳۵
27. He–Umezu Agreement ۱۹۳۵
28. توافق‌نامه دریایی انگلیس و آلمان ۱۹۳۵
29. December 9th Movement
30. حمله ایتالیا به اتیوپی ۱۹۳۵–۱۹۳۶
31. بازنظامی‌سازی راینلند ۱۹۳۶
32. جنگ داخلی اسپانیا ۱۹۳۶–۱۹۳۹
33. Italo-German "Axis" protocol ۱۹۳۶
34. پیمان ضد کمینترن ۱۹۳۶
35. Suiyuan Campaign ۱۹۳۶
36. حادثه شی‌آن ۱۹۳۶
37. جنگ دوم چین و ژاپن ۱۹۳۷–۱۹۴۵
38. حادثه پانای ۱۹۳۷
39. آنشلوس مارس. ۱۹۳۸
40. May crisis مه ۱۹۳۸
41. نبرد دریاچه غازان ژوئیه –اوت. ۱۹۳۸
42. Bled Agreement اوت. ۱۹۳۸
43. Undeclared German–Czechoslovak War سپتامبر. ۱۹۳۸
44. توافقنامه مونیخ سپتامبر. ۱۹۳۸
45. نخستین حکمیت وین نوامبر. ۱۹۳۸
46. اشغال چکسلواکی مارس. ۱۹۳۹
47. Hungarian invasion of Carpatho-Ukraine مارس. ۱۹۳۹
48. اولتیماتوم آلمان به لیتوانی مارس. ۱۹۳۹
49. Slovak–Hungarian War مارس. ۱۹۳۹
50. Final offensive of the Spanish Civil War مارس. –آوریل. ۱۹۳۹
51. ایالت آزاد دانتسیش مارس. –اوت. ۱۹۳۹
52. اتحاد نظامی انگلیس-لهستان مارس. ۱۹۳۹
53. حمله ایتالیا به آلبانی آوریل. ۱۹۳۹
54. شکست اتحاد شوروی-فرانسه-بریتانیا آوریل. –اوت. ۱۹۳۹
55. اتحاد فولاد مه ۱۹۳۹
56. نبرد خالخین گل مه–سپتامبر. ۱۹۳۹
57. پیمان مولوتوف-ریبنتروپ اوت. ۱۹۳۹
58. تهاجم آلمان به لهستان سپتامبر. ۱۹۳۹

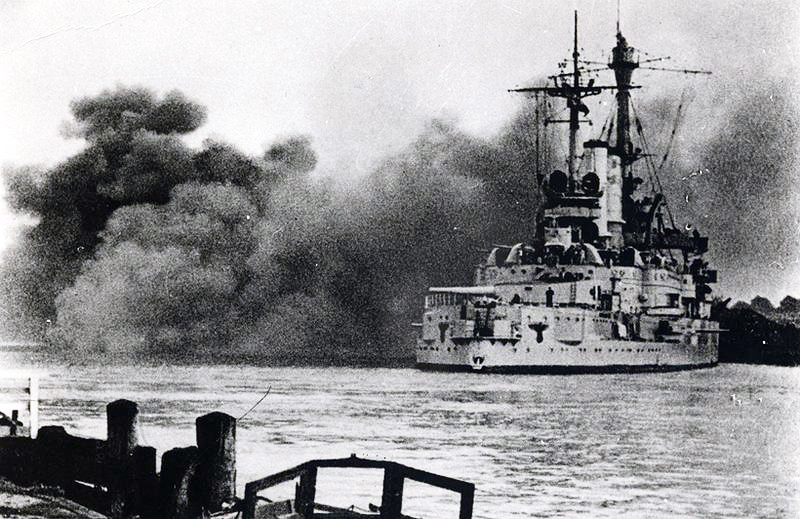
در طول نبرد وسترپلاته، ناو جنگی آلمانی اس‌ام‌اس شلسویگ-هولشتاین در آغاز جنگ، ۱ سپتامبر ۱۹۳۹، به وسترپلاته حمله کرد.

علل شروع جنگ جهانی دوم از سال ۱۹۳۹ تا ۱۹۴۵ که مرگبارترین درگیری در تاریخ بشر بود، توسط مورخان بسیاری از کشورها که آنها را مطالعه و درک کردند، مورد توجه قابل توجهی قرار گرفته‌است. رویداد فوری، تهاجم آلمان به لهستان در ۱ سپتامبر ۱۹۳۹ و متعاقب آن اعلان‌های جنگی توسط بریتانیا و فرانسه علیه آلمان نازی بود، اما بسیاری از رویدادهای قبلی دیگر به‌عنوان علل نهایی مطرح شده‌اند. موضوعات اولیه در تحلیل تاریخی منشأ جنگ شامل اوضاع سیاسی آلمان در سال ۱۹۳۳ توسط آدولف هیتلر و حزب نازی است. نظامی‌گری ژاپن علیه چین که به جنگ دوم چین و ژاپن انجامید. تجاوز ارتش ایتالیا به اتیوپی، که منجر به جنگ دوم ایتالیا-اتیوپی شد و موفقیت اولیه آلمان در مذاکره بر سر پیمان مولوتوف-ریبنتروپ با اتحاد جماهیر شوروی سوسیالیستی برای تقسیم کنترل ارضی اروپای شرقی بین آنها شد.
در طول دوره میان‌دوجنگ، خشم عمیقی در جمهوری وایمار در مورد شرایط پیمان ورسای ۱۹۱۹ برخاست. این پیمان آلمان را به دلیل نقشش در جنگ جهانی اول داشت با شرایط سخت و غرامت‌های مالی سنگین برای جلوگیری از تبدیل شدن مجدد به یک قدرت نظامی مجازات کرد. این جریان‌های قوی انتقام‌گرایی را در سیاست آلمان برانگیخت، با شکایت‌هایی که عمدتاً بر غیرنظامی‌سازی راینلاند، ممنوعیت اتحاد آلمان با اتریش متمرکز بود و از دست دادن برخی از مناطق آلمانی زبان و مستعمرات خارج از کشور.
در طول بحران اقتصادی جهانی رکود بزرگ در دهه ۱۹۳۰، بسیاری از مردم ایمان خود را به دموکراسی از دست دادند و کشورهای سراسر جهان به رژیم‌های استبدادی روی آوردند. در آلمان، کینه و نفرت از کشورهای دیگر به دلیل بی‌ثباتی نظام سیاسی آلمان تشدید شد، زیرا بسیاری از فعالان مشروعیت جمهوری وایمار را رد کردند. افراطی‌ترین خواستار سیاسی که از آن وضعیت بیرون آمد، آدولف هیتلر، رهبر حزب ناسیونال سوسیالیست کارگران آلمان (حزب نازی) بود. نازی‌ها از سال ۱۹۳۳ قدرت توتالیتر را در آلمان به دست گرفتند و خواستار لغو مقررات پیمان ورسای شدند. سیاست‌های بلندپروازانه و تهاجمی داخلی و خارجی آنها منعکس کننده ایدئولوژی‌های یهودستیزی، اتحاد همه آلمانی‌ها پان‌ژرمنیسم، کسب «فضای زندگی» یا سیاست لبنسراوم برای شهرک‌نشینان کشاورزی، حذف بلشویسم و هژمونی نژاد آریایی/نژاد نوردیک بر دون‌انسان‌ها مانند یهودیان و اسلاوها بود. سایر عوامل منجر به جنگ شامل تجاوز ایتالیای فاشیستی (۱۹۲۲ تا ۱۹۴۳) به اتیوپی و امپراتوری ژاپن علیه جمهوری چین (۱۹۴۹–۱۹۱۲) بود.
در ابتدا، تحرکات تهاجمی تنها با سیاست‌های ضعیف و بی‌اثر مماشات دیگر قدرت‌های بزرگ جهانی مواجه شد. جامعه ملل به ویژه در مورد چین و اتیوپی درمانده شد. یک رویداد نزدیک تعیین‌کننده، در سال ۱۹۳۸ توافقنامه مونیخ بود که به‌طور رسمی الحاق سودتنلند از چکسلواکی به آلمان را تأیید کرد. هیتلر قول داد که این آخرین ادعای ارضی اوست، اما در اوایل سال ۱۹۳۹، تهاجمی‌تر شد و دولت‌های اروپایی سرانجام دریافتند که مماشات صلح را تضمین نمی‌کند.
بریتانیا و فرانسه تلاش‌های دیپلماتیک برای تشکیل اتحاد نظامی با اتحاد جماهیر شوروی را رد کردند و هیتلر در عوض به استالین در اوت ۱۹۳۹ پیمان مولوتوف-ریبنتروپ پیشنهاد داد. اتحادی که توسط آلمان، ژاپن و ایتالیا تشکیل شد منجر به ایجاد نیروهای محور شد.

## علل نهایی

### میراث جنگ جهانی اول

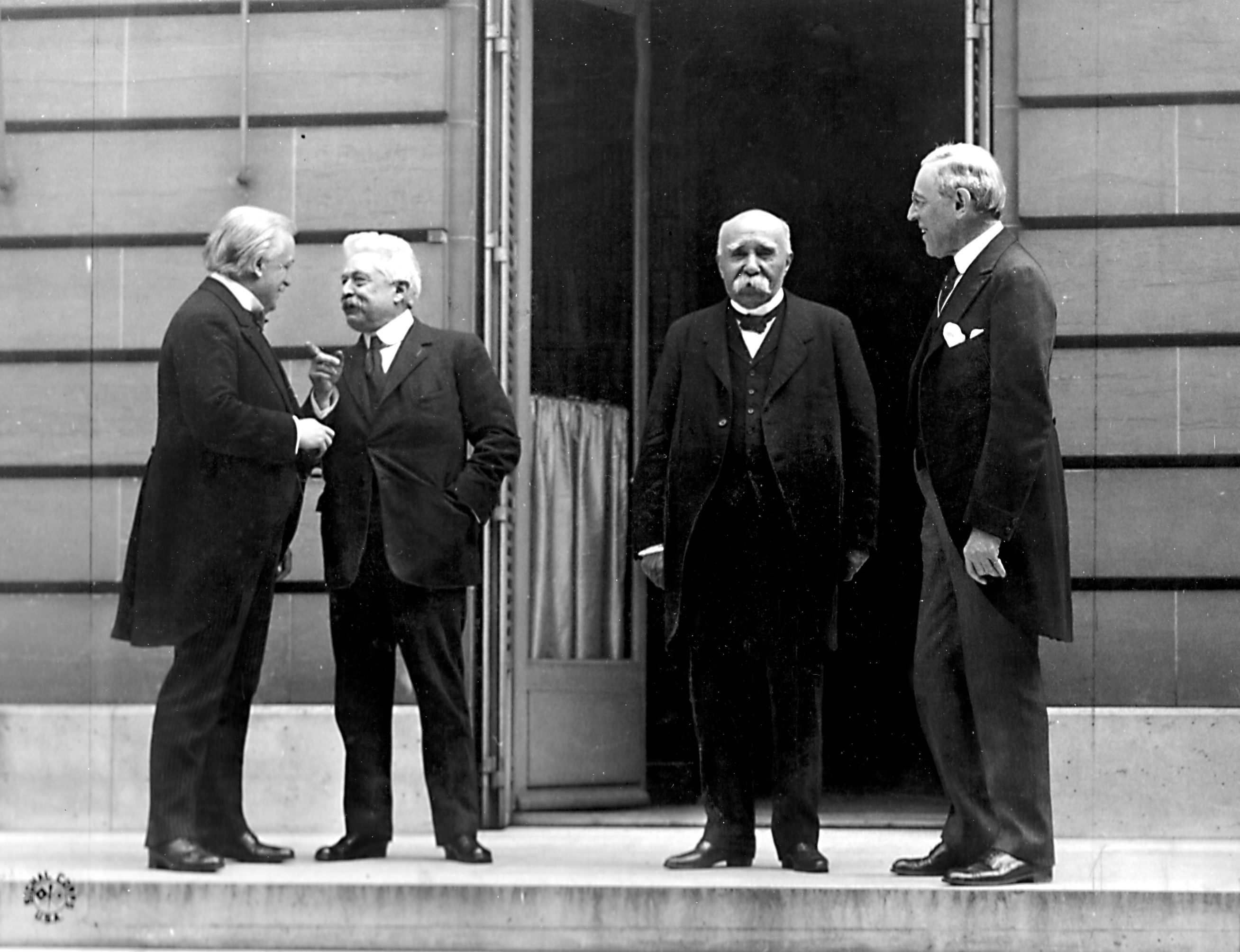
"چهار بزرگ" تمام تصمیمات اصلی را در کنفرانس صلح پاریس گرفتند (از چپ به راست، دیوید لوید جورج از بریتانیا، ویتوریو امانوئل اورلاندو از ایتالیا، ژرژ کلمانسو از فرانسه، وودرو ویلسون از ایالات متحده

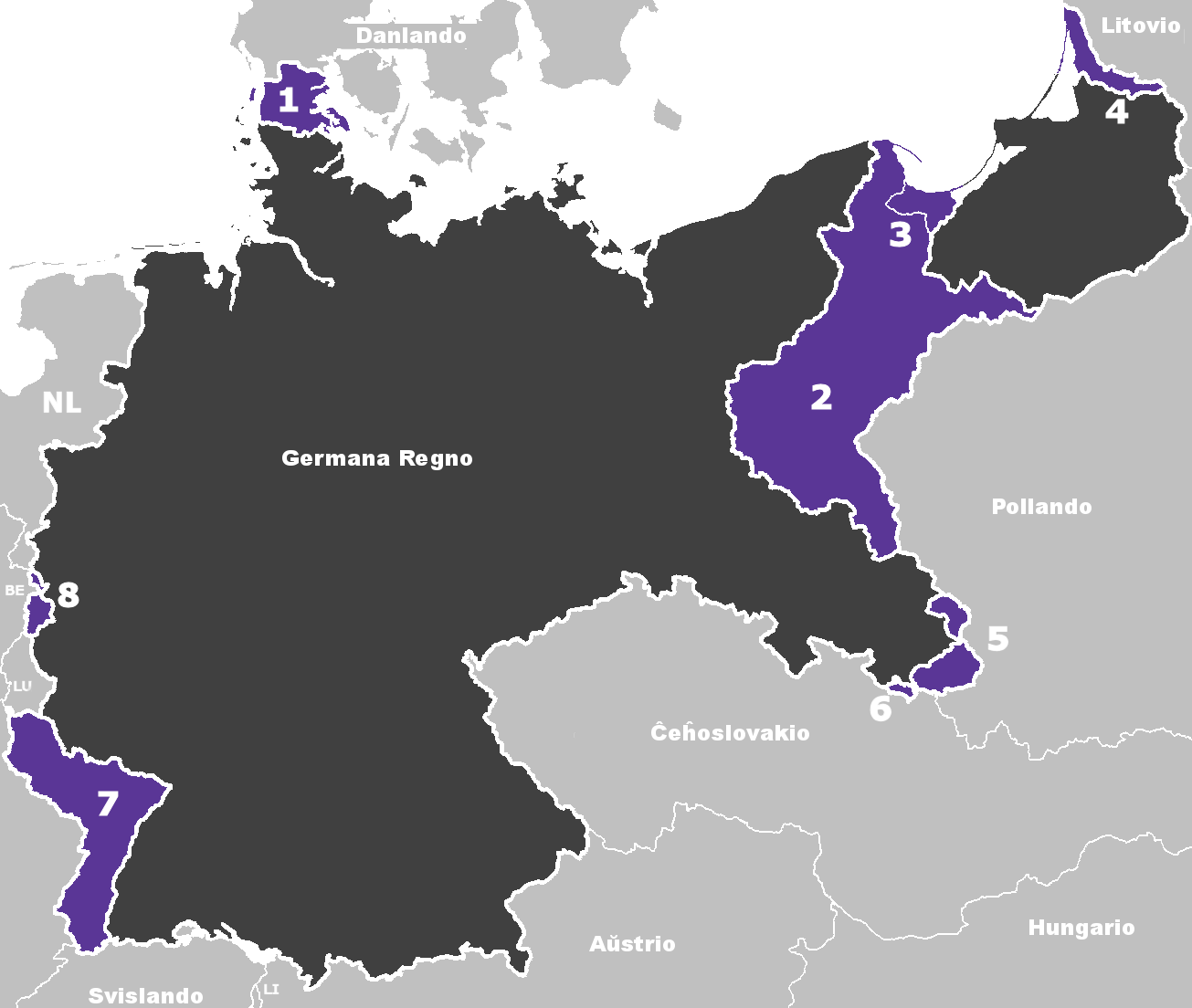
مناطق از دست رفته توسط آلمان پس از پیمان ورسای، این کشور سیزده درصد از قلمرو و ده درصد از جمعیت (به ویژه، اما نه تنها غیر آلمانی) را از دست داد.
۱. دوک‌نشین شلسویگ: به دانمارک
۲. پوزنان در پروس غربی (بیشتر): به لهستان ۳. ایالت آزاد دانتسیش ۴. لیتوانی صغیر: تحت حاکمیت جامعه ملل، در سال ۱۹۲۳ به لیتوانی ضمیمه شد. ۵. سیلزی علیا شرقی: به لهستان ۶. منطقه هلوتشین: به چکسلواکی ۷. آلزاس-لورن: به فرانسه ۸. اوپن و ملمودی: به بلژیک روی نقشه مشخص نشده‌است ۱. زارلاند: به مدت ۱۵ سال تحت حاکمیت جامعه ملل، در گمرکات فرانسه ۲. تمام مستعمرات امپراتوری آلمان

آلمان پس از معاهده ورسای
----

با پایان جنگ جهانی اول در اواخر سال ۱۹۱۸، شرایط اجتماعی و ژئوپلیتیکی جهان به‌طور اساسی و غیرقابل برگشت تغییر کرده بود. متفقین جنگ جهانی اول پیروز شده بودند اما بسیاری از اقتصادها و زیرساخت‌های اروپا، از جمله اقتصادهای فاتحان، ویران شده بود. فرانسه، همراه با سایر فاتحان، از نظر اقتصادی، امنیت و روحیه در وضعیت ناامیدکننده‌ای قرار داشت و می‌دانست که موقعیتش در سال ۱۹۱۸ «مصنوعی و گذرا» است؛ بنابراین، نخست‌وزیر فرانسه ژرژ کلمانسو تلاش کرد تا امنیت فرانسه را از طریق پیمان ورسای تضمین کند و خواسته‌های امنیتی فرانسه، همانند غرامت، پرداخت زغال‌سنگ و غیرنظامی‌سازی راینلند، در پاریس اولویت داشت. کنفرانس صلح پاریس در سال‌های ۱۹۱۹–۱۹۲۰ این پیمان را طراحی کرد. مارگارت مک میلان مورخ تحلیل کرده‌است که جنگ «باید تقصیر کسی باشد – و این یک واکنش انسانی بسیار طبیعی است». آلمان تنها مسئول آغاز جنگ جهانی اول تلقی می‌شد و بند گناه جنگ نخستین گام برای انتقام کشورهای پیروز، به ویژه فرانسه، از آلمان بود. روی اچ. گینزبرگ استدلال می‌کند: «فرانسه بسیار ضعیف شده بود و در ضعف و ترس از یک آلمانِ در حال ظهور، به دنبال منزوی کردن و مجازات آن بود … بیست سال بعد، انتقام فرانسوی‌ها در طول تهاجم و اشغال نازی‌ها به فرانسه بازگشت.»
دو ماده اصلی دستور کار امنیتی فرانسه گرفتن غرامت جنگی از آلمان به شکل پول و زغال‌سنگ و جدا کردن راینلند از آن بود. دولت فرانسه برای جبران کمبود بودجه ارز اضافی چاپ کرد که باعث ایجاد تورم شد و از ایالات متحده وام گرفت؛ بنابراین برای تثبیت اقتصاد فرانسه دریافت غرامت از آلمان لازم بود. فرانسه همچنین از آلمان خواست تا ذخایر زغال‌سنگ خود را در منطقه رور را به فرانسه بدهد تا خسارت تخریب معادن زغال‌سنگ فرانسه در طول جنگ را جبران کند. فرانسوی‌ها میزانی زغال‌سنگ را مطالبه کردند که پرداخت آن برای آلمانی‌ها «غیرممکن فنی» بود. فرانسه همچنین بر غیرنظامی‌سازی راینلند پافشاری می‌کرد، به این امید که مانع از هرگونه حمله آلمان در آینده شود و به فرانسه یک مانع امنیتی فیزیکی بین خود و آلمان بدهد. میزان بالای غرامت‌ها، پرداخت‌های زغال‌سنگ و اصل راینلند غیرنظامی‌شده عمدتاً توسط آلمانی‌ها توهین‌آمیز و غیرمنطقی تلقی می‌شد.
پیمان ورسای به امضا رسید و به‌طور رسمی به جنگ پایان داد اما توسط دولت‌ها در همه طرف‌های درگیری قضاوت شد. نه آنقدر ملایم بود که آلمان را راضی کند و نه آنقدر سختگیرانه بود که از تبدیل شدن مجدد آن به یک قدرت قاره‌ای مسلط جلوگیری کند. مردم آلمان عمدتاً این معاهده را مقصر دانستن آلمان و اتریش-مجارستان و مجازات آنها به خاطر «مسئولیت» شان می‌دانستند، نه اینکه توافقی باشد که صلح بلندمدت را تضمین کند. این پیمان غرامت‌های پولی سختی را بر آلمان تحمیل و الزاماتی را برای غیرنظامی کردن و تجزیه سرزمینی آلمان اعمال می‌کرد، باعث اسکان مجدد قومی می‌شد و میلیون‌ها آلمانی‌تبار را در کشورهای همسایه از یکدیگر جدا می‌ساخت.
در تلاش برای پرداخت غرامت جنگی به بریتانیا و فرانسه، جمهوری وایمار تریلیون‌ها مارک چاپ کرد که باعث ابرتورم در آن شد. رابرت او پکستون اظهار می‌دارد: «هیچ دولت آلمانی پس از جنگ باور نمی‌کرد که بتواند چنین باری را بر دوش نسل‌های آینده بپذیرد و زنده بماند…». پرداخت غرامت به طرف پیروز یک مجازات سنتی با سابقه طولانی بود اما این «بی‌اعتدالی شدید» بود که باعث خشم آلمان می‌شد. آلمان آخرین پرداخت غرامت جنگ جهانی اول را تا ۳ اکتبر ۲۰۱۰، ۹۲ سال پس از پایان جنگ، انجام نداد. آلمان همچنین به دلیل یک مقاومت بدون خشونت علیه فرانسه پرداخت زغال‌سنگ خود را عقب انداخت. در پاسخ، فرانسوی‌ها به منطقه روهر حمله و آن را اشغال کردند. در آن زمان، اکثر آلمانی‌ها از فرانسوی‌ها خشمگین بودند و مسئولیت تحقیرشان را به گردن جمهوری وایمار می‌انداختند. آدولف هیتلر، رهبر حزب ناسیونال سوسیالیست، در سال ۱۹۲۳ کودتا کرد که به کودتای مونیخ معروف شد. او قصد داشت یک رایش آلمانی بزرگ را تأسیس کند.  اگرچه این کودتا شکست خورد اما هیتلر به عنوان یک قهرمان ملی توسط آلمانی‌ها به رسمیت شناخته شد.
در طول جنگ، مستعمرات امپراتوری آلمان خارج از اروپا توسط متفقین ضمیمه شدند و ایتالیا پس از آتش‌بس، تیرول جنوبی را ضمیمه خاک خود کرد. جنگ در جبهه شرقی با شکست و فروپاشی امپراتوری روسیه به پایان رسیده بود و نیروهای آلمانی بخش‌های زیادی از اروپای شرقی و اروپای مرکزی را با درجات مختلف سلطه اشغال کرده بودند و دولت‌های متکی مانند پادشاهی لهستان و دوک‌نشین متحد بالتیک را ایجاد کرده بودند. نیروی دریایی امپراتوری آلمان بیشتر زمان جنگ را در بندر گذراند اما به متفقین واگذار شد و برای جلوگیری از تسلیم آن به متفقین توسط افسران خود منهدم شد. چندین دهه بعد، فقدان شکست آشکار نظامی یکی از ارکانی شد که در کنار افسانه خنجر زدن از پشت ابزار تبلیغاتی دیگری به نازی‌ها داد.

نقشه تغییرات سرزمینی در اروپا پس از جنگ جهانی اول (تا سال ۱۹۲۳)

راینلند غیرنظامی شده و کاهش بیشتر ارتش نیز خشم آلمانی‌ها را برانگیخت. علاوه بر این، معاهده ورسای ستاد کل آلمان را منحل کرد و در اختیار داشتن کشتی‌های نیروی دریایی، هواپیما، گازهای سمی، تانک‌ها و توپخانه سنگین نیز غیرقانونی شد. تحقیر شدن توسط کشورهای پیروز، به ویژه فرانسه، و محروم شدن از ارتش، آلمانی‌ها را از جمهوری وایمار رنجیده خاطر کرده و هر کسی را که در مقابل آن ایستادگی می‌کرد، بت می‌کرد.  اتریش نیز این معاهده را ناعادلانه تلقی کرد که به محبوبیت هیتلر دامن زد.
این شرایط باعث نارضایتی شدیدی نسبت به فاتحان جنگ شد که به آلمانی‌ها قول داده بودند که اصول چهارده‌گانه ویلسون رئیس‌جمهور ایالات متحده، وودرو ویلسون راهنمایی برای صلح باشد. اما آمریکایی‌ها تنها نقش کوچکی در جنگ داشتند و ویلسون نتوانست متفقین را متقاعد کند که با اصول چهارده‌گانه ویلسون موافقت کنند. بسیاری از آلمانی‌ها احساس می‌کردند که دولت آلمان بر اساس این تفاهم با یک آتش‌بس موافقت کرده‌است، و برخی دیگر احساس می‌کردند که انقلاب ۱۹۱۹–۱۹۱۸ آلمان توسط «جنایت‌کاران نوامبر» «افسانه خنجر زدن از پشت» که بعداً در جمهوری جدید وایمار به قدرت رسیدند، سازمان‌دهی شده بود. ژاپنی‌ها همچنین شروع به ابراز نارضایتی از اروپای غربی کردند که چگونه در جریان مذاکرات معاهده ورسای با آنها رفتار شد. پیشنهاد ژاپنی‌ها برای بحث در مورد پیشنهاد برابری نژادی به دلیل بسیاری از متحدان دیگر در پیش‌نویس نهایی قرار نگرفت و شرکت ژاپنی‌ها در جنگ پاداش کمی برای کشور به همراه داشت.. میراث اقتصادی و روانی جنگ تا دوره میان‌دوجنگ ادامه داشت.

### شکست جامعه ملل
جامعه ملل یک سازمان بین‌المللی حافظ صلح بود که در سال ۱۹۱۹ با هدف صریح جلوگیری از جنگ‌های آینده تأسیس شد. روش‌های اتحادیه شامل خلع سلاح، امنیت جمعی، حل و فصل اختلافات بین کشورها از طریق مذاکره و دیپلماسی و بهبود رفاه جهانی بود. فلسفه دیپلماتیک پشت جامعه ملل نشان‌دهنده یک تغییر اساسی در اندیشه از قرن قبل بود. فلسفه قدیمی «کنسرت ملل» که از کنگره وین (۱۸۱۵) نشأت گرفت، اروپا را به عنوان یک نقشه متحول‌شده از اتحاد بین دولت-ملت‌ها می‌دید که توازن قوایی را ایجاد می‌کرد که توسط ارتش‌های قوی و توافق‌نامه‌های مخفی حفظ می‌شد. بر اساس فلسفه جدید، جامعه ملل به عنوان یک دولت از دولت‌ها، با نقش حل و فصل اختلافات بین ملت‌ها در یک مجمع باز و قانون‌گرا عمل می‌کرد. با وجود حمایت ویلسون، ایالات متحده هرگز به جامعه ملل نپیوست.
جامعه ملل فاقد نیروی مسلح خود بود و بنابراین برای اجرای قطعنامه‌های خود، حمایت از تحریم‌های اقتصادی که اتحادیه به آنها دستور داده بود یا ارتشی را در صورت نیاز برای اتحادیه برای استفاده از آن فراهم کرد، به کشورهای عضو وابسته بود. با این حال، دولت‌های منفرد اغلب تمایلی به انجام این کار نداشتند. پس از موفقیت‌های چشمگیر متعدد و برخی شکست‌های اولیه در دهه ۱۹۲۰، اتحادیه در نهایت ناتوانی خود را در جلوگیری از تهاجم نیروهای محور در دهه ۱۹۳۰ نشان داد. تکیه بر تصمیمات متفق‌القول، فقدان یک بدنه مستقل از نیروهای مسلح و ادامه منافع شخصی اعضای اصلی آن به این معنی بود که شکست مسلماً اجتناب‌ناپذیر بود.

### توسعه‌طلبی و نظامی‌گری
اطلاعات بیشتر: جمهوری وایمار، دولت‌گرایی شووا و نظامی‌گری ژاپن

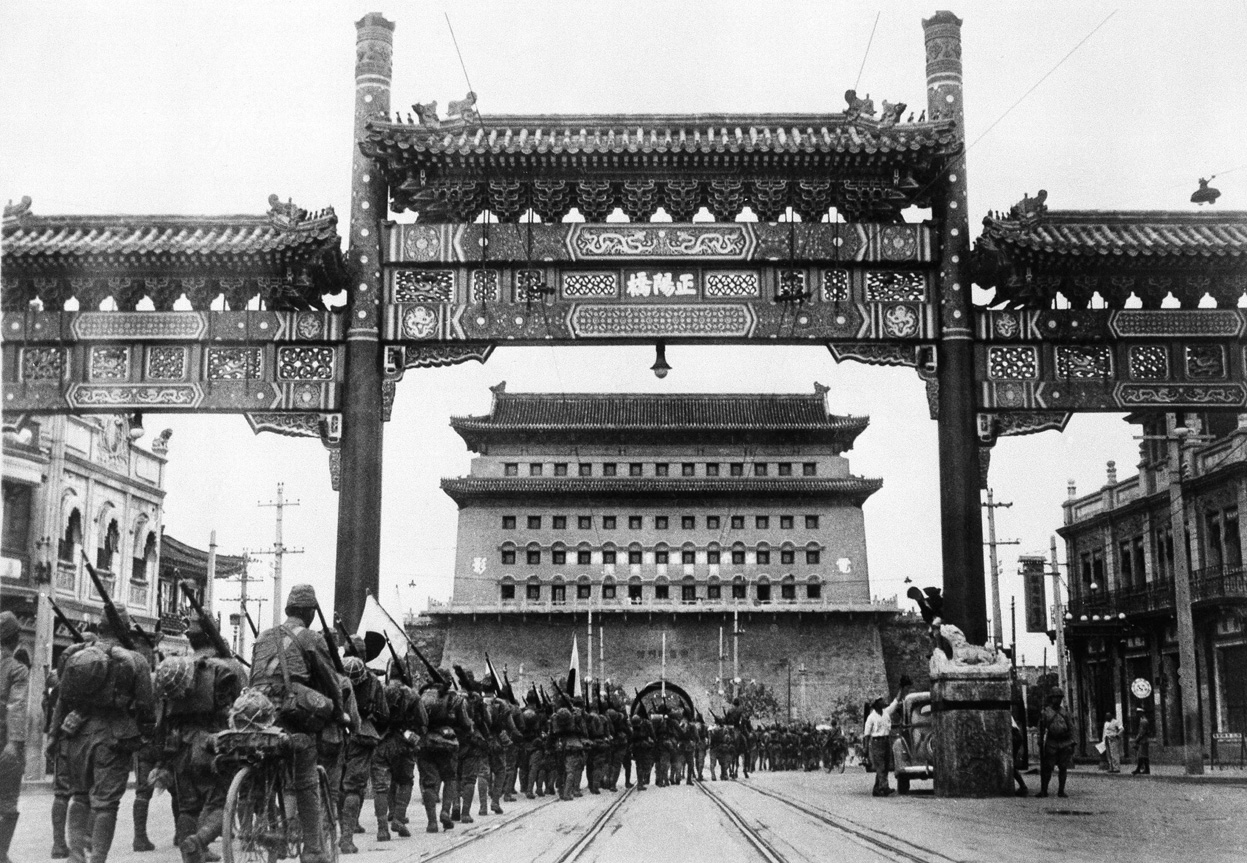
رژه ژاپنی‌ها در دروازه ژنگ یانگمن پس از تسخیر شهر پکن در ژوئیه ۱۹۳۷

توسعه‌طلبی دکترین گسترش پایگاه سرزمینی یا نفوذ اقتصادی یک کشور، معمولاً از طریق تهاجم نظامی است. نظامی‌گری اصل یا سیاست حفظ یک توان نظامی قوی برای استفاده تهاجمی برای گسترش منافع و/یا ارزش‌های ملی است، با این دیدگاه که کارایی نظامی عالی‌ترین آرمان یک دولت است.
معاهده ورسای و جامعه ملل به دنبال خفه کردن سیاست‌های توسعه‌طلبانه و نظامی‌گرایانه همه طرفین بودند، اما شرایط تحمیل شده توسط سازندگان آنها بر وضعیت جدید ژئوپلیتیکی جهان و شرایط تکنولوژیکی آن دوران، تنها به ظهور مجدد آن‌ها جسارت بخشید. ایدئولوژی‌های دوره بین دو جنگ در اوایل دهه ۱۹۳۰، یک ایدئولوژی ملی نظامی و تهاجمی در آلمان نازی، امپراتوری ژاپن و ایتالیای فاشیستی (۱۹۲۲ تا ۱۹۴۳) غالب شد. این نگرش به پیشرفت در فناوری نظامی، تبلیغات خرابکارانه و در نهایت گسترش سرزمینی دامن زد. مشاهده شده‌است که رهبران کشورهایی که به‌طور ناگهانی نظامی شده‌اند، اغلب احساس می‌کنند که نیاز دارند ثابت کنند ارتش‌هایشان نیرومند هستند، که اغلب عاملی مؤثر در شروع درگیری‌هایی مانند جنگ دوم ایتالیا و اتیوپی بود و جنگ دوم چین و ژاپن بود.
در ایتالیا، بنیتو موسولینی به دنبال ایجاد یک امپراتوری روم جدید، مستقر در اطراف دریای مدیترانه بود. ایتالیا در اوایل سال ۱۹۳۵ به اتیوپی، آلبانی در اوایل سال ۱۹۳۸ و بعداً یونان حمله کرد. تهاجم به اتیوپی خشم و تحریم نفتی ناموفق جامعه ملل را برانگیخت.
تحت رژیم نازی، آلمان برنامه توسعه خود را آغاز کرد که به دنبال بازگرداندن مرزهای «حق» خود بود. به عنوان مقدمه‌ای برای اهداف خود، راینلند در مارس ۱۹۳۶ مجدداً نظامی شد. همچنین ایده آلمان بزرگ اهمیت داشت، که حامیان آن امیدوار بودند که مردم آلمان را تحت یک دولت-ملت متحد کنند تا همه سرزمین‌های ساکن توسط آلمانی‌ها را در بر بگیرد، حتی اگر در یک قلمرو خاص آلمانی‌ها در اقلیت باشند. پس از معاهده ورسای، اتحاد بین آلمان-اتریش و تأسیس جمهوری اتریش آلمانی، ایالتی از اتریش-مجارستان، توسط متفقین، با وجود حمایت اکثریت بزرگ از اتریشی‌ها، ممنوع شد.
در طول جمهوری وایمار (۱۹۱۹–۱۹۳۳)، کودتای کاپ، کودتایی علیه دولت جمهوری وایمار، توسط اعضای ناراضی نیروهای مسلح به راه افتاد. بعدها، برخی از نظامی‌گرایان و ناسیونالیست‌های رادیکال‌تر در غم و اندوه و ناامیدی در حزب نازی غوطه‌ور شدند و عناصر میانه‌روتر نظامی‌گرایی کاهش یافتند. نتیجه هجوم مردان نظامی به حزب نازی بود. در ترکیب با تئوری‌های نژادی‌اش، این امر به احساسات بازپیوندخواهی دامن زد و آلمان را در مسیر جنگ با همسایگان نزدیک خود قرار داد.
ژاپنی‌ها در ژوئیه ۱۹۳۷ به طرف پکن راهپیمایی کردند.
در آسیا، امپراتوری ژاپن تمایلات توسعه‌طلبانه ای نسبت به منچوری و جمهوری چین (۱۹۴۹–۱۹۱۲) در سر داشت. دو عامل همزمان در ژاپن هم به قدرت رو به رشد ارتش این کشور و هم به هرج و مرج در صفوف آن قبل از جنگ جهانی اول کمک کردند. یکی قانون هیئت دولت ژاپن برای معرفی اعضای کابینه قبل از ایجاد تغییرات بود که به نیروی زمینی امپراتوری ژاپن و نیروی دریایی امپراتوری ژاپن نیاز داشت. این امر اساساً به ارتش حق وتو بر تشکیل کابینه در این کشور ظاهراً پارلمانی داد. عامل دیگر گکوکوجو (بالاتر رفتن از مافوق) نافرمانی نهادینه شده توسط افسران جوان بود. برای افسران جوان رادیکال معمول بود که اهداف خود را تا حد ترور افراد ارشد خود تحت فشار قرار دهند. در سال ۱۹۳۶، این پدیده منجر به حادثه ۲۶ فوریه شد که در آن افسران جوان اقدام به کودتا کردند و اعضای اصلی دولت ژاپن را کشتند. در دهه ۱۹۳۰، رکود بزرگ اقتصاد ژاپن را ویران کرد و به عناصر رادیکال در ارتش ژاپن این فرصت را داد تا کل ارتش را وادار کنند تا برای فتح تمام آسیا تلاش کنند.
به عنوان مثال، در سال ۱۹۳۱، ارتش کوانتونگ، یک نیروی نظامی ژاپنی مستقر در منچوری، حادثه موکدن را به نمایش گذاشت، که جرقه حمله به حمله ژاپن به منچوری و تبدیل آن به دولت دست نشانده ژاپنی مانچوکوئو بود.

### آلمان‌ها در مقابل اسلاوها
اطلاعات بیشتر: سیاست نژادی آلمان نازی، سیاست لبنسراوم و درانگ ناخ استن
رویدادهای قرن بیستم نقطه اوج یک فرایند هزار ساله اختلاط بین آلمانی‌ها و مردم اسلاو بود. ظهور ناسیونالیسم در قرن نوزدهم، نژاد را به محوریت وفاداری سیاسی تبدیل کرد. ظهور دولت-ملت جای خود را به سیاست‌های هویتی، از جمله پان‌ژرمنیسم و پان‌اسلاویسم داده بود. علاوه بر این، بر اساس نظریه‌های داروینیسم اجتماعی همزیستی را به عنوان یک مبارزه «ژرمن در مقابل اسلاو» برای تسلط، زمین و منابع محدود چارچوب‌بندی کردند. نازی‌ها با ادغام این ایده‌ها در جهان بینی خود، معتقد بودند که آلمان‌ها، نژاد آریایی، نژاد برتر و اسلاوها پست‌تر هستند.

### تصرف منابع و بازارهای ژاپن

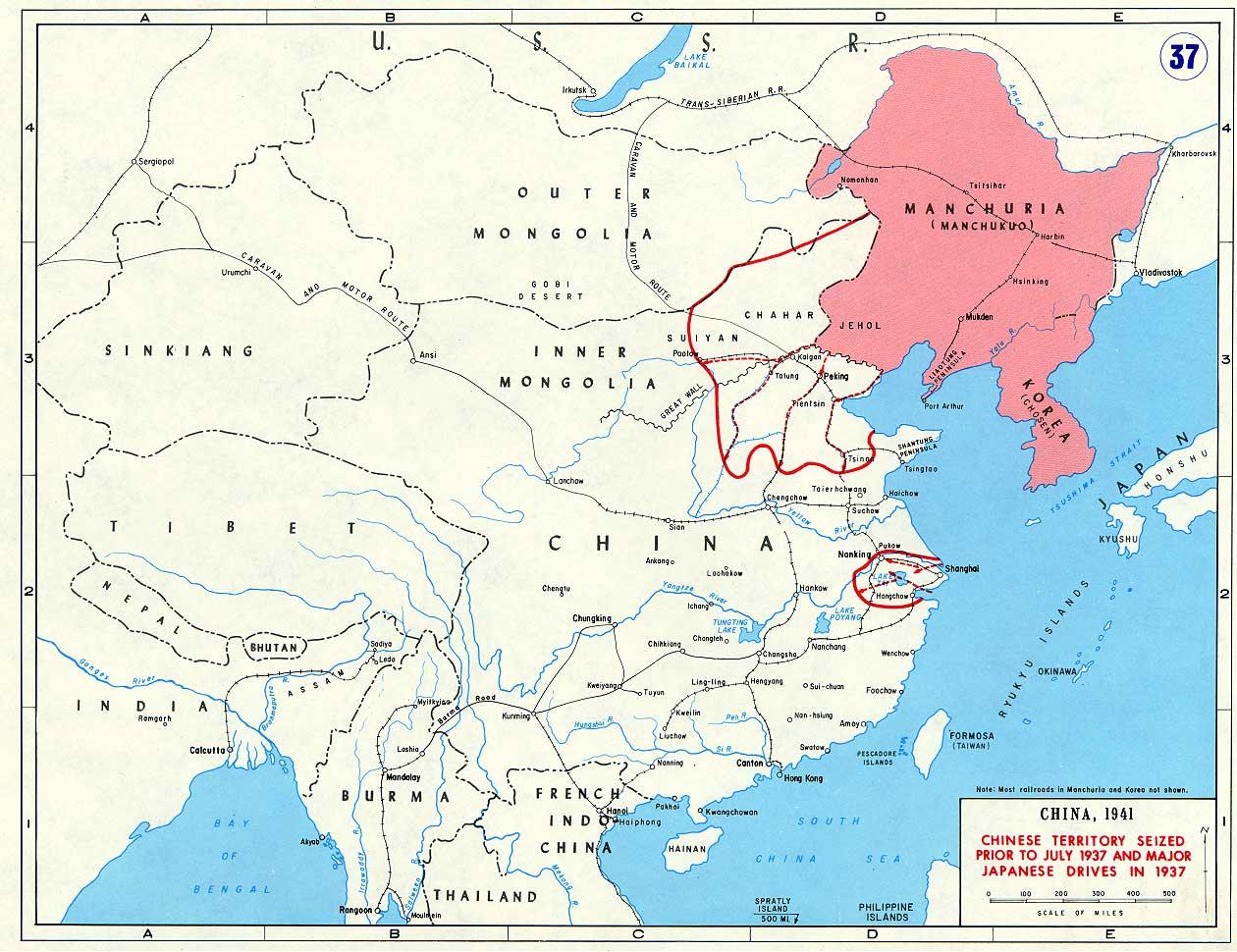
اشغال چین توسط ژاپن در سال ۱۹۳۷

ژاپن به غیر از چند ذخایر زغال‌سنگ و آهن و یک میدان نفتی کوچک در جزیره ساخالین، فاقد منابع معدنی استراتژیک بود. در اوایل قرن بیستم، در جنگ روسیه و ژاپن، ژاپن موفق شد گسترش امپراتوری روسیه در شرق آسیا را در رقابت برای تسلط بر کره (کشور) و منچوری به عقب براند.
هدف ژاپن پس از سال ۱۹۳۱، تسلط اقتصادی بر بیشتر شرق آسیا بود که اغلب در اصطلاحات پان-آسیایی‌گرایی «آسیا برای آسیایی‌ها» بیان می‌شود. ژاپن مصمم به تسلط بر بازار چین بود که ایالات متحده و دیگر قدرت‌های اروپایی بر آن تسلط داشتند. در ۱۹ اکتبر ۱۹۳۹، سفیر ایالات متحده در ژاپن، جوزف سی. گرو، در یک سخنرانی رسمی به جامعه آمریکا و ژاپن، اظهار داشت که
«به نظر می‌رسد نظم جدید در شرق آسیا شامل محروم کردن آمریکایی‌ها از حقوق طولانی مدت خود در چین می‌شود و مردم آمریکا با این امر مخالف هستند… حقوق و منافع آمریکا در چین با سیاست‌ها و اقدامات مقامات ژاپنی در چین خدشه دار یا از بین رفته‌است.»
در سال ۱۹۳۷، حمله ژاپن به منچوری و چین انجام شد. ژاپن تحت عنوان حوزه رفاه مشترک آسیای شرقی بزرگ، با شعارهایی مانند «آسیا برای آسیایی‌ها»، ژاپن به دنبال حذف نفوذ قدرت‌های غربی در چین و جایگزینی آن با سلطه ژاپن بود.
درگیری‌های مداوم در چین منجر به تعمیق درگیری با ایالات متحده شد که در آن افکار عمومی با حوادثی مانند کشتار نانجینگ و قدرت رو به رشد ژاپن نگران شده بودند. مذاکرات طولانی بین ایالات متحده و ژاپن انجام شد. حمله ژاپن به هندوچین فرانسه/هندوچین فرانسه در جنگ جهانی دوم باعث شد رئیس‌جمهور فرانکلین دلانو روزولت تمام دارایی‌های ژاپن را در ایالات متحده مسدود کند. پیامد مورد نظر متوقف کردن حمل و نقل نفت از ایالات متحده به ژاپن بود که ۸۰ درصد از واردات نفت ژاپن را تأمین می‌کرد. هلند و بریتانیا نیز همین روند را دنبال کردند.
با ذخایر نفتی ای که تنها یک سال و نیم در زمان صلح دوام می‌آورد و دوام آن در زمان جنگ بسیار کمتر بود، خط تحریم‌ها علیه ژاپن دو گزینه را برای ژاپن باقی گذاشت: پیروی از تقاضای تحت رهبری ایالات متحده برای خروج از چین یا تصرف میدان‌های نفتی در هند شرقی هلند. دولت ژاپن عقب‌نشینی از چین را غیرقابل قبول دانست.

### بحث میسون-اوری: نظریه «فرار به سمت جنگ»
در اواخر دهه ۱۹۸۰، ریچارد آوری، مورخ بریتانیایی، درگیر یک مناقشه تاریخی با تیموتی میسون بود که بیشتر بر سر صفحات مجله‌های گذشته و حال بر سر علل شروع جنگ در سال ۱۹۳۹ مطرح می‌شد. میسون ادعا کرده بود که «فرار به سمت جنگ» به دلیل یک بحران اقتصادی ساختاری بر هیتلر تحمیل شده بود، که هیتلر را با انتخاب تصمیم‌گیری‌های اقتصادی دشوار یا تهاجم مواجه می‌کرد. ریچارد آوری با این ادعا که آلمان در سال ۱۹۳۹ با مشکلات اقتصادی مواجه بود، برخلاف تز میسون استدلال می‌کرد، اما گستردگی این مشکلات نمی‌تواند تجاوز به لهستان را توضیح دهد و علل شروع جنگ، انتخاب‌های رهبری نازی بود.
میسون استدلال کرده بود که طبقه کارگر آلمان همیشه مخالف دیکتاتوری نازی است. در اقتصاد دو آتشه آلمان در اواخر دهه ۱۹۳۰، کارگران آلمانی می‌توانستند کارفرمایان را مجبور کنند که با رفتن به یک شرکت دیگر افزایش دستمزد مورد نظر را دریافت کنند و چنین شکلی از مقاومت سیاسی هیتلر را مجبور به جنگ در سال ۱۹۳۹ کرد؛ بنابراین، شروع جنگ ناشی از مشکلات ساختاری اقتصادی، «فرار به جنگ» ناشی از یک بحران داخلی بود. به گفته میسون، جنبه‌های کلیدی بحران، بهبود اقتصادی متزلزلی بود که توسط یک برنامه تسلیح مجدد که اقتصاد را تحت تأثیر قرار داد و در آن غوغای ملی‌گرایانه رژیم گزینه‌های آن را محدود کرد، تهدید شد. به این ترتیب، میسون یک دیدگاه («اولویت سیاست داخلی») را در مورد ریشه‌های جنگ با مفهوم سوسیال امپریالیسم بیان کرد. تز «اولویت سیاست داخلی» میسون کاملاً در تضاد با «اولویت سیاست خارجی» بود که معمولاً برای توضیح جنگ استفاده می‌شود. میسون فکر می‌کرد که سیاست خارجی آلمان توسط ملاحظات سیاسی داخلی هدایت می‌شود، و آغاز جنگ در سال ۱۹۳۹ را به بهترین شکل به عنوان «نوع وحشیانه امپریالیسم اجتماعی» می‌شناخت.
میسون استدلال کرد، «آلمان نازی همیشه در برخی از زمان‌ها متمایل به گسترش یک جنگ بزرگ بود.» با این حال، میسون استدلال کرد که زمان وقوع چنین جنگی توسط فشارهای سیاسی داخلی، به ویژه در رابطه با اقتصاد در حال شکست، تعیین می‌شود و هیچ ارتباطی با آنچه هیتلر می‌خواست ندارد. میسون معتقد بود که از سال ۱۹۳۶ تا ۱۹۴۱، وضعیت اقتصاد آلمان، نه «اراده» یا «نیت هیتلر» مهم‌ترین عامل تعیین‌کننده در تصمیمات سیاست خارجی آلمان بود.

## علل تقریبی

### دیکتاتوری نازی
اطلاعات بیشتر: آلمان نازی و حزب ناسیونال سوسیالیست کارگران آلمان

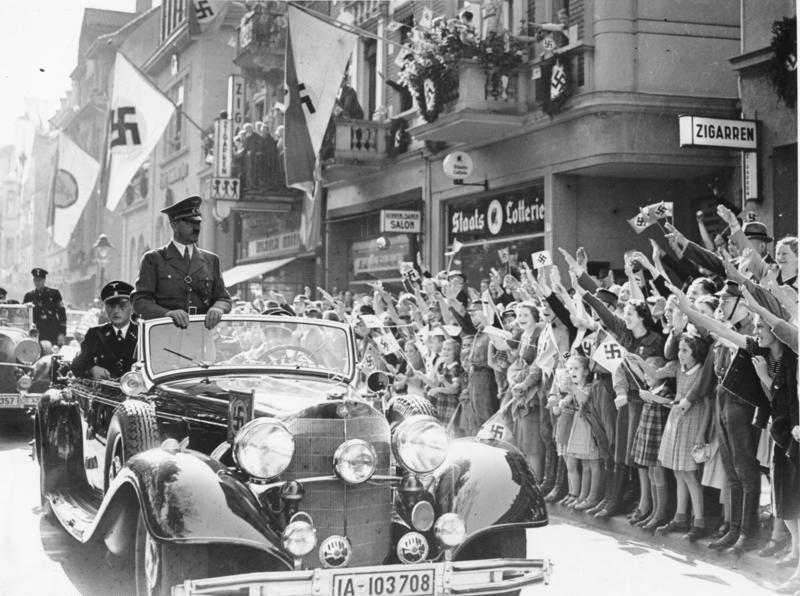
آدولف هیتلر در باد گودسبرگ، آلمان، ۱۹۳۸

هیتلر و نازی‌هایش در سال‌های ۱۹۳۳–۱۹۳۴ کنترل کامل آلمان را در طی به قدرت رسیدن هیتلر به دست گرفتند، و آن را به یک دیکتاتوری با دیدگاهی بسیار خصمانه نسبت به معاهده ورسای و یهودیان تبدیل کردند. آلمان بحران بیکاری خود را با هزینه‌های نظامی سنگین حل کرد.
تاکتیک‌های دیپلماتیک هیتلر این بود که خواسته‌های به ظاهر معقول و منطقی مطرح کند و در صورت برآورده نشدن آنها به جنگ تهدید کند. پس از اعطای امتیازات، آنها را پذیرفت و به خواسته جدیدی پرداخت. هنگامی که مخالفان سعی کردند او راضی کنند، او دستاوردهای ارائه شده را پذیرفت و به سمت هدف بعدی رفت. این استراتژی تهاجمی با خروج آلمان از جامعه ملل (۱۹۳۳)، رد معاهده ورسای، شروع به تسلیح مجدد با توافق‌نامه دریایی انگلیس و آلمان (۱۹۳۵)، بازپس‌گیری سار (۱۹۳۵) عمل کرد. راینلند را مجدداً نظامی کرد (۱۹۳۶)، اتحاد (نیروهای محور) با ایتالیای موسولینی تشکیل داد (۱۹۳۶)، ارسال کمک‌های نظامی گسترده به فرانکو در جنگ داخلی اسپانیا (۱۹۳۶–۱۹۳۹)، تصرف اتریش (۱۹۳۸)، تصرف چکسلواکی پس از مماشات بریتانیا و فرانسه و توافقنامه مونیخ ۱۹۳۸، در اوت ۱۹۳۹ با روسیه استالین پیمان صلح منعقد کرد و سرانجام در سپتامبر ۱۹۳۹ به لهستان حمله کرد.

### نظامی‌سازی مجدد راینلند
آلمان با نقض معاهده ورسای و روح پیمان لوکارنو و جبهه استرسا، در ۷ مارس ۱۹۳۶، با انتقال نیروهای آلمانی به قسمتی از آلمان غربی که طبق معاهده ورسای، اجازه ورود به آنها را نداشتند، راینلند را مجدداً نظامی کرد. نه فرانسه و نه بریتانیا آمادگی جنگ پیشگیرانه را برای توقف نقض معاهده ورسای را نداشتند و این اقدام آلمان هیچ عواقبی در پی نداشت.

### تهاجم ایتالیا به اتیوپی
اطلاعات بیشتر: حمله ایتالیا به اتیوپی
پس از کنفرانس جبهه استرسا و حتی به عنوان واکنشی به توافق‌نامه دریایی انگلیس و آلمان، دیکتاتور ایتالیایی بنیتو موسولینی تلاش کرد تا امپراتوری ایتالیا را گسترش دهد. در آفریقا با حمله به امپراتوری اتیوپی که همچنین به عنوان «امپراتوری حبشه» شناخته می‌شود. جامعه ملل ایتالیا را متجاوز اعلام کرد و تحریم‌هایی را بر فروش نفت اعمال کرد که ناکارآمد بود. ایتالیا در ۷ مه اتیوپی را ضمیمه کرد و اتیوپی، اریتره و سومالی‌لند را در یک مستعمره واحد به نام آفریقای شرقی ایتالیا ادغام کرد. در ۳۰ ژوئن ۱۹۳۶، امپراتور اتیوپی، هایله سلاسی در مقابل جامعه ملل سخنرانی هیجان‌انگیزی ایراد کرد و اقدامات ایتالیا را محکوم کرد. او هشدار داد: «امروز ما هستیم، فردا شما خواهید بود». در نتیجه محکومیت ایتالیا توسط اتحادیه، موسولینی خروج این کشور از جامعه ملل را اعلام کرد.

### جنگ داخلی اسپانیا
اطلاعات بیشتر: جنگ داخلی اسپانیا

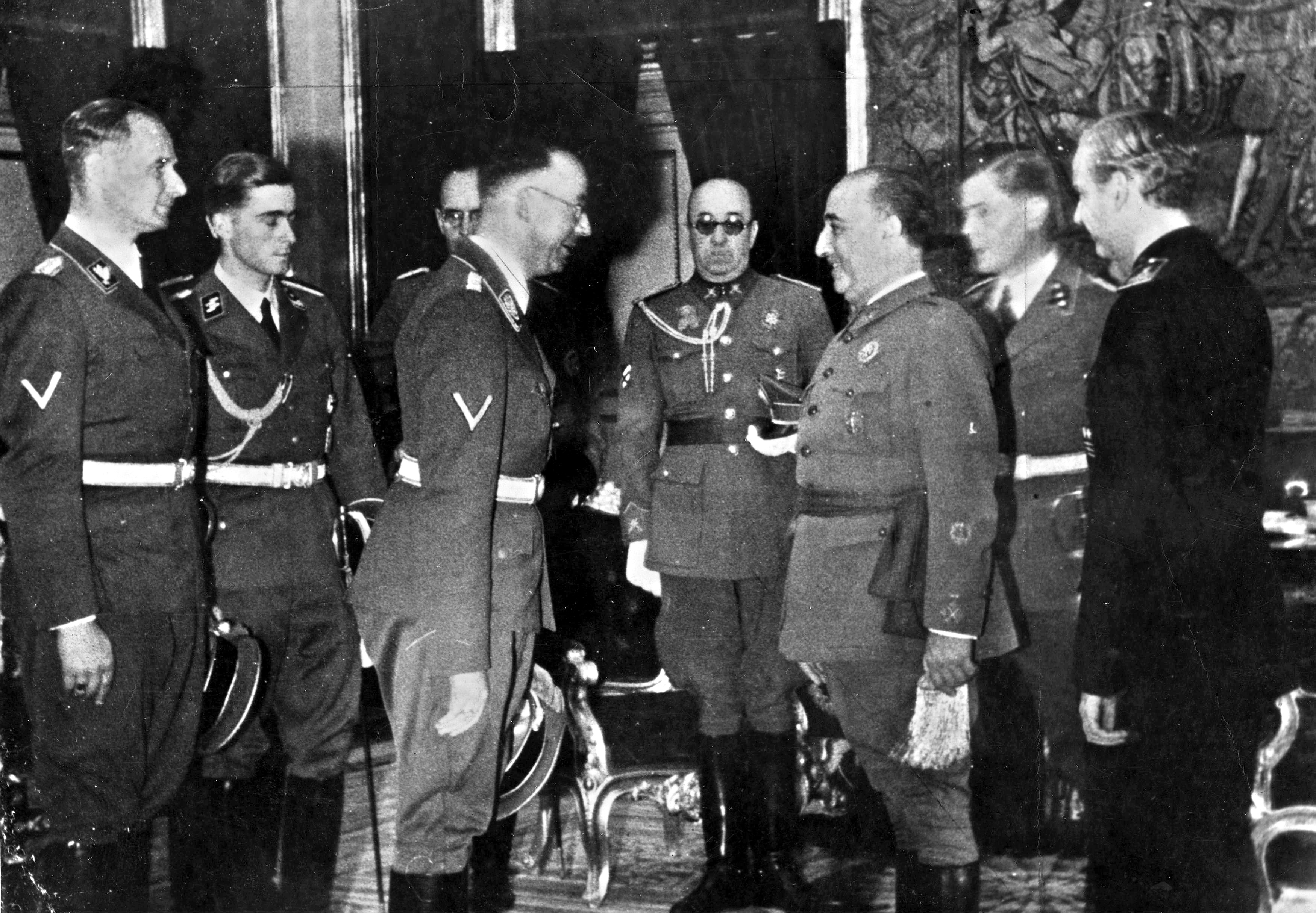
فرانسیسکو فرانکو و هاینریش هیملر در مادرید، اسپانیا، ۱۹۴۰

بین سال‌های ۱۹۳۶ و ۱۹۳۹، آلمان و ایتالیا از ملی‌گرایان به رهبری ژنرال فرانسیسکو فرانکو در اسپانیا حمایت کردند و اتحاد جماهیر شوروی از دولت منتخب دموکراتیک موجود، جمهوری دوم اسپانیا به رهبری مانوئل آزانیا هر دو طرف سلاح‌ها و تاکتیک‌های جدیدی را آزمایش کردند. جامعه ملل هرگز درگیر این موضوع نشد و قدرت‌های بزرگ آن زمان بی‌طرف ماندند و با موفقیت اندکی سعی کردند ارسال سلاح به اسپانیا را متوقف کنند. ناسیونالیست‌ها در نهایت در سال ۱۹۳۹ جمهوری خواهان را شکست دادند.
اسپانیا برای پیوستن به نیروهای محور مذاکره کرد اما در طول جنگ جهانی دوم بی‌طرف ماند و با هر دو طرف تجارت کرد. همچنین یک واحد داوطلب (لشکر آبی) را برای کمک به آلمانی‌ها در برابر شوروی فرستاد. جنگ داخلی اسپانیا در دهه‌های ۱۹۴۰ و ۱۹۵۰ به عنوان مقدمه‌ای برای جنگ جهانی دوم در نظر گرفته می‌شد که تا حدودی با تبدیل آن به یک رقابت ضدفاشیستی پس از ۱۹۴۱ اتفاق افتاد، اما هیچ شباهتی به جنگی که در سال ۱۹۳۹ آغاز شد و نقش مهمی در ایجاد آن نداشت.

### جنگ دوم چین و ژاپن
اطلاعات بیشتر: جنگ دوم چین و ژاپن
در سال ۱۹۳۱، ژاپن از ضعف چین در دوره جنگسالاران استفاده کرد و حادثه موکدن را در سال ۱۹۳۱ ساخت تا دولت دست نشانده مانچوکوئو را در منچوری، با امپراتور پویی که آخرین امپراتور چین بود، ایجاد کند. در سال ۱۹۳۷، حادثه پل مارکو پولو باعث جنگ دوم چین و ژاپن شد.
این تهاجم با بمباران بسیاری از شهرها مانند نبرد شانگهای، نانجینگ و گوانگ‌ژو آغاز شد. آخرین حمله، که در ۲۲ و ۲۳ سپتامبر ۱۹۳۷ آغاز شد، اعتراضات گسترده‌ای را به دنبال داشت که با قطعنامه کمیته مشورتی خاور دور جامعه ملل به اوج خود رسید. نیروی زمینی امپراتوری ژاپن پایتخت چین نانجینگ را تصرف کرد و جنایات جنگی در کشتار نانجینگ انجام داد. جنگ تعداد زیادی از سربازان چینی را محدود کرد و بنابراین ژاپن سه کشور دست نشانده‌چینی مختلف را برای جلب حمایت چین ایجاد کرد.

### آنشلوس، پیوستن اتریش به آلمان

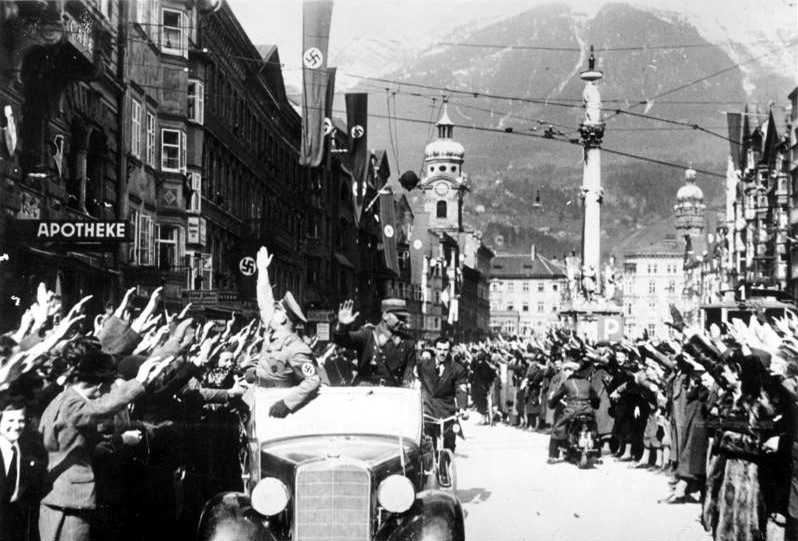
جمعیت در حال تشویق به نازی‌ها در اینسبروک

الحاق ۱۹۳۸ پیوستن اتریش به آلمان توسط تهدید زور اتریش به آلمان بود. از نظر تاریخی، پان‌ژرمنیسم ایده ایجاد آلمان بزرگ بود تا همه قوم آلمانی‌ها را در یک دولت ملی بگنجاند و هم در اتریش و هم در آلمان محبوب بود.
برنامه ناسیونال سوسیالیست این ایده را در یکی از نکات خود گنجانده‌است: «ما خواستار اتحاد همه آلمانی‌ها در آلمان بزرگ بر اساس حق مردم برای تعیین سرنوشت هستیم.»
جبهه استرسا در سال ۱۹۳۵ بین بریتانیا، فرانسه و ایتالیا استقلال اتریش را تضمین کرده بود، اما پس از ایجاد جبهه استرسا، موسولینی بسیار کمتر علاقه‌ای به حفظ استقلال خود داشت.
دولت اتریش تا جایی که امکان داشت مقاومت کرد اما هیچ حمایت خارجی نداشت و سرانجام تسلیم خواسته‌های هیتلر شد. هیچ جنگی رخ نداد، بیشتر اتریشی‌ها از الحاق حمایت کردند و اتریش به‌طور کامل به عنوان بخشی از آلمان جذب شد. قدرت‌های خارجی هیچ کاری نکردند، و ایتالیا دلیل کمی برای ادامه مخالفت با آلمان نداشت و اگر چیزی هم داشت، به نازی‌ها نزدیک‌تر شد.

### توافق مونیخ
اطلاعات بیشتر: توافق‌نامه مونیخ و مماشات
سودتنلند منطقه ای عمدتاً آلمانی در چکسلواکی در امتداد مرز با آلمان بود. بیش از سه میلیون آلمانی قومی داشت که تقریباً یک چهارم جمعیت کشور را تشکیل می‌دادند. در پیمان ورسای، این منطقه برخلاف میل اکثر مردم محلی به چکسلواکی داده شد. تصمیم برای نادیده گرفتن حق تعیین سرنوشت خود بر اساس قصد فرانسه برای تضعیف آلمان بود. بخش اعظم سودتنلند صنعتی شده بود.

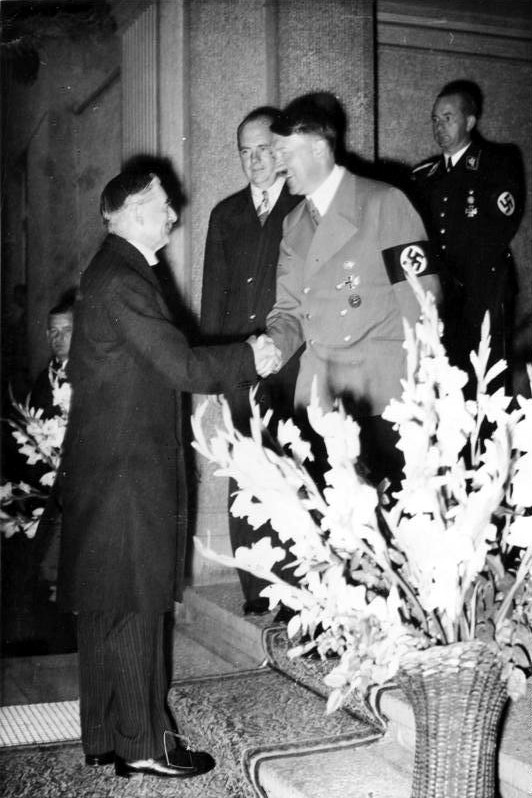
نخست‌وزیر بریتانیا نویل چمبرلین و هیتلر در نشستی در آلمان در ۲۴ سپتامبر ۱۹۳۸، در این نشست هیتلر خواستار الحاق فوری مناطق مرزی چکسلواکی شد.

چکسلواکی دارای یک ارتش مدرن متشکل از ۳۸ لشکر بود که توسط یک صنعت تسلیحاتی مشهور اشکودا (شرکت خوشه‌ای) و اتحاد نظامی با فرانسه و اتحاد جماهیر شوروی پشتیبانی می‌شد. با این حال، استراتژی دفاعی آن در برابر آلمان مبتنی بر کوه‌های سودتنلند بود.
هیتلر برای الحاق سودتنلند به آلمان فشار آورد و از گروه‌های جدایی طلب آلمانی در منطقه حمایت کرد. وحشیگری و آزار و شکنجه ادعایی چکسلواکی در پراگ به تحریک گرایش‌های ناسیونالیستی کمک کرد، همان‌طور که مطبوعات نازی این کار را کردند. پس از آنشلوس، تمام احزاب آلمان به جز حزب سوسیال دمکرات آلمان با حزب آلمانی سودتنلند (SdP) ادغام شدند. فعالیت‌های شبه نظامی و خشونت افراط گرایان در این دوره به اوج خود رسید و دولت چکسلواکی برای حفظ نظم در بخش‌هایی از سودتنلند حکومت نظامی اعلام کرد. این فقط وضعیت را پیچیده کرد، به خصوص که ناسیونالیسم اسلواکی از سوء ظن نسبت به پراگ و تشویق آلمان در حال افزایش بود. آلمان با استناد به نیاز به حفاظت از آلمانی‌ها در چکسلواکی، درخواست الحاق فوری سودتنلند را کرد.
در توافقنامه مونیخ در ۳۰ سپتامبر ۱۹۳۸، نخست وزیران بریتانیا، فرانسه و ایتالیا با دادن آنچه که هیتلر می‌خواست به امید اینکه آخرین خواسته‌اش باشد، از او راضی کردند. قدرت‌ها به آلمان اجازه دادند تا نیروهای خود را به این منطقه منتقل کند و آن را «به خاطر صلح» در رایش بگنجاند. در ازای آن، هیتلر قول داد که آلمان دیگر ادعای ارضی در اروپا نخواهد داشت. چکسلواکی اجازه شرکت در کنفرانس را نداشت. هنگامی که مذاکره کنندگان فرانسوی و بریتانیایی به نمایندگان چکسلواکی در مورد این توافق‌نامه اطلاع دادند و اینکه اگر چکسلواکی آن را نپذیرد، فرانسه و انگلیس چکسلواکی را مسئول جنگ می‌دانند و بی‌طرف می‌مانند، رئیس‌جمهور چکسلواکی، ادوارد بنش تسلیم شد و آلمان بدون مخالفت سودتنلند را گرفت.
سیاست‌های چمبرلین بیش از ۷۰ سال است که موضوع بحث‌های شدید دانشگاهیان، سیاستمداران و دیپلمات‌ها بوده‌است. ارزیابی‌های مورخان از محکومیت اجازه دادن به آلمان هیتلری برای قوی‌تر شدن بیش از حد تا این قضاوت که آلمان آنقدر قوی بود که ممکن است در یک جنگ پیروز شود و بنابراین به تعویق انداختن یک رویارویی به نفع کشور بود، متغیر بوده‌است.

### اشغال چکسلواکی و استقلال اسلواکی
اطلاعات بیشتر: بوهم و موراویا و جمهوری اسلواکی (۱۹۳۹-۱۹۴۵)

تمام مناطقی که در اکتبر ۱۹۳۸ توسط همسایگانش از چکسلواکی گرفته شد (توافق‌نامه مونیخ) و مارس ۱۹۳۹

ماه مارس ۱۹۳۹، با زیر پا گذاشتن پیمان مونیخ، نیروهای آلمانی به چکسلواکی حمله کردند. با اعلام استقلال اسلواکی، چکسلواکی به عنوان یک کشور از بین رفت. این تحولات به سیاست مماشات فرانسه و بریتانیا پایان داد.

### تهاجم ایتالیا به آلبانی
اطلاعات بیشتر: حمله ایتالیا به آلبانی
پس از اشغال چکسلواکی توسط آلمان، موسولینی نگران تبدیل شدن ایتالیا به عضو درجه دوم نیروهای محور بود. ایتالیا روز ۲۵ مارس ۱۹۳۹ با صدور ضرب‌الاجلی خواهان الحاق آلبانی به این کشور شد. پادشاه زوگ یکم، پادشاه آلبانی از پذیرش پول در ازای اجازه به تصرف کامل ایتالیا و استعمار آلبانی امتناع کرد.
روز ۷ آوریل ۱۹۳۹، نیروهای ایتالیایی به آلبانی حمله کردند. پس از یک کارزار سه روزه در مواجهه مقاومت حداقلی آلبانی به اشغال ایتالیا درآمد.

### جنگ مرزی شوروی و ژاپن
در سال ۱۹۳۹، ژاپنی‌ها پس از نبرد دریاچه غازان در سال ۱۹۳۸، از منچوری به سمت غرب به جمهوری خلق مغولستان حمله کردند. آنها به‌طور قاطع توسط واحدهای شوروی، تحت فرماندهی ژنرال گئورگی ژوکوف مورد حمله قرار گرفتند. پس از نبرد، اتحاد جماهیر شوروی و ژاپن تا سال ۱۹۴۵ در صلح بودند. ژاپن برای گسترش امپراتوری خود به سمت مناطق جنوبی نگاه می‌کرد، که منجر به درگیری با ایالات متحده بر سر فیلیپین و کنترل خطوط کشتیرانی به هند شرقی هلند شد. اتحاد جماهیر شوروی روی مرزهای غربی خود متمرکز شد اما ۱ تا ۱٫۵ میلیون سرباز برای محافظت از مرز خود با ژاپن باقی گذاشت.

### بحران دانتسیش

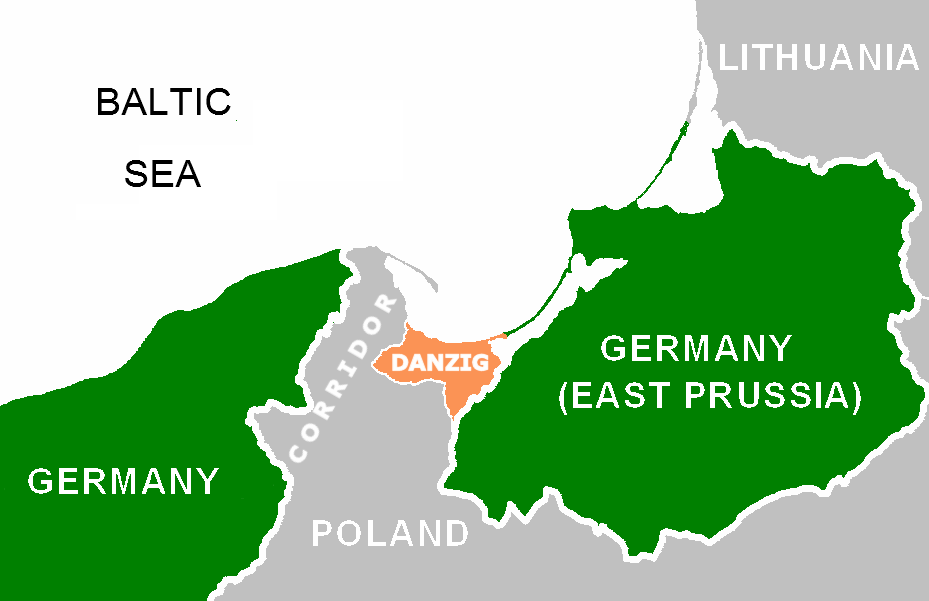
گذرگاه لهستان و ایالت آزاد دانتسیش به رنگ نارنجی

اطلاعات بیشتر: ایالت آزاد دانتسیش (بین جنگ) و گذرگاه لهستان
پس از پایان کار چکسلواکی ثابت شد که آلمان قابل اعتماد نیست، بریتانیا و فرانسه تصمیم به تغییر استراتژی گرفتند. آنها تصمیم گرفتند که هرگونه توسعه یکجانبه آلمان با زور پاسخ داده شود. هدف طبیعی بعدی برای توسعه آلمان، لهستان بود، که دسترسی این کشور به دریای بالتیک (گذرگاه لهستان) توسط معاهده ورسای از پروس باختری خارج شده بود، که پروس خاوری را به منطقه ای درون‌بوم و برون‌بوم تبدیل کرد. بندر اصلی منطقه، گدانسک، تحت نفوذ لهستانی که توسط جامعه ملل تضمین شده بود، به یک ایالت آزاد دانتسیش تبدیل شده بود، یادآوری آشکار به ملی‌گرایان آلمانی از شهر آزاد ناپلئونی که پس از پیروزی کوبنده امپراتور فرانسه ناپلئون بناپارت بر پروس در سال ۱۸۰۷ تأسیس شد.
پس از به دست گرفتن قدرت، دولت نازی تلاش‌هایی برای برقراری روابط دوستانه با لهستان انجام داد که منجر به امضای پیمان عدم تجاوز ده ساله با رژیم یوزف پیلسودسکی در سال ۱۹۳۴ شد. در سال ۱۹۳۸، لهستان با الحاق زائولزی در تجزیه چکسلواکی شرکت کرد. در سال ۱۹۳۹، هیتلر ادعای فراسرزمینی رایشس‌اتوبان برلین-کونیگسبرگ و تغییر وضعیت دانتسیش را در ازای وعده قلمرو در همسایگان لهستان و تمدید ۲۵ ساله پیمان عدم تجاوز کرد. لهستان به دلیل ترس از دست دادن دسترسی واقعی خود به دریای بالتیک، انقیاد به عنوان یک کشور وابسته یا دولت متکی و خواسته‌های بیشتر آلمان در آینده، از موافقت با آلمان خودداری کرد. در اوت ۱۹۳۹، هیتلر یک اولتیماتوم در مورد وضعیت دانتسیش به لهستان داد.

### اتحاد لهستان با متفقین
اطلاعات بیشتر: اتحاد نظامی انگلیس-لهستان و اتحاد فرانسه-لهستان (۱۹۲۱)
در پی اشغال چکسلواکی توسط آلمان و افزایش امکان وقوع جنگ، بریتانیا روز ۳۱ مارس ۱۹۳۹ استقلال لهستان را تضمین و روز ۴ آوریل پیمانی نیز برای همکاری با فرانسه منعقد کرد. ادعاهای هیتلر در تابستان ۱۹۳۹ در مورد دانتسیش و گذرگاه لهستان، یک بحران بین‌المللی دیگر را برانگیخت. در ۲۵ اوت، بریتانیا پیمان دفاع مشترک لهستان و بریتانیا را امضا کرد.

### پیمان مولوتف-ریبنتروپ

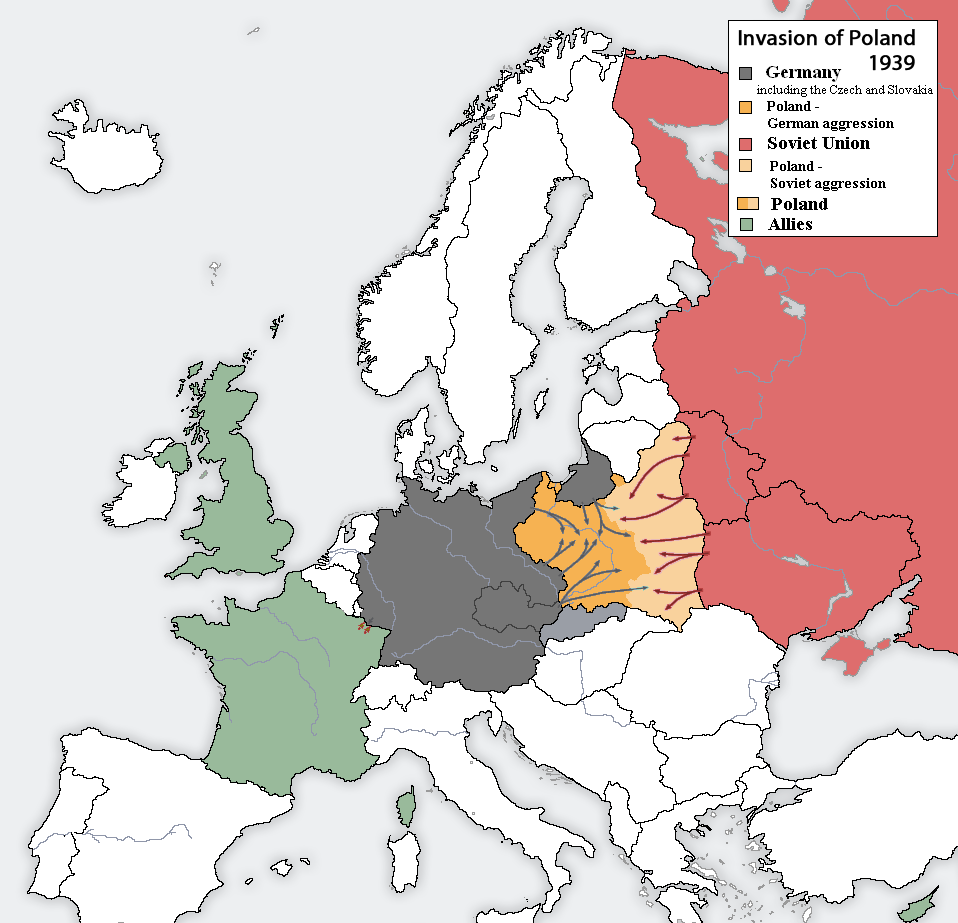
آلمان در ۱ سپتامبر ۱۹۳۹ به لهستان حمله کرد که مستقیماً به اعلان جنگ انگلیس و فرانسه علیه آلمان در ۳ سپتامبر منجر شد. اتحاد جماهیر شوروی در ۱۷ سپتامبر به تهاجم آلمان به لهستان پیوست.

اطلاعات بیشتر: پیمان مولوتوف-ریبنتروپ، تهاجم شوروی به لهستان، اشغال بیسارابیا و بوکوفینای شمالی توسط شوروی، جنگ زمستان
به‌طور اسمی، پیمان مولوتوف-ریبنتروپ یک معاهده عدم تعرض بین آلمان و اتحاد جماهیر شوروی و در ۲۳ اوت ۱۹۳۹ در مسکو توسط وزیر خارجه شوروی، ویاچسلاو مولوتف و وزیر خارجه آلمان، یواخیم فن ریبنتروپ امضا شد.
در سال ۱۹۳۹، نه آلمان و نه اتحاد جماهیر شوروی آماده جنگ با یکدیگر نبودند. اتحاد جماهیر شوروی در سال ۱۹۲۰ قلمرو خود را در لهستان از دست داده بود. اگرچه به‌طور رسمی «پیمان عدم تجاوز» نامیده می‌شد، اما این پیمان شامل یک پروتکل محرمانه بود که در آن کشورهای مستقل فنلاند، استونی، لتونی، لیتوانی، لهستان و رومانی به منطقه نفوذ بین هر دو طرف تقسیم می‌شدند. پروتکل محرمانه صراحتاً «بازآرایی‌های ارضی و سیاسی» در آن مناطق را فرض می‌کرد.
تمامی کشورهای مذکور توسط اتحاد جماهیر شوروی، آلمان یا هر دو مورد تهاجم، اشغال یا مجبور به واگذاری بخشی از خاک خود شدند. فنلاند و رومانی استقلال خود را حفظ کردند، اما مجبور به واگذاری بخش‌هایی از خاک خود شدند.
درگیری بین اتحاد جماهیر شوروی و فنلاند تأثیر زیادی در ارزیابی توانایی‌های نظامی سابق توسط آلمان نازی داشت.

## اعلامیه‌های جنگ

### حمله به لهستان
اطلاعات بیشتر: تهاجم آلمان به لهستان

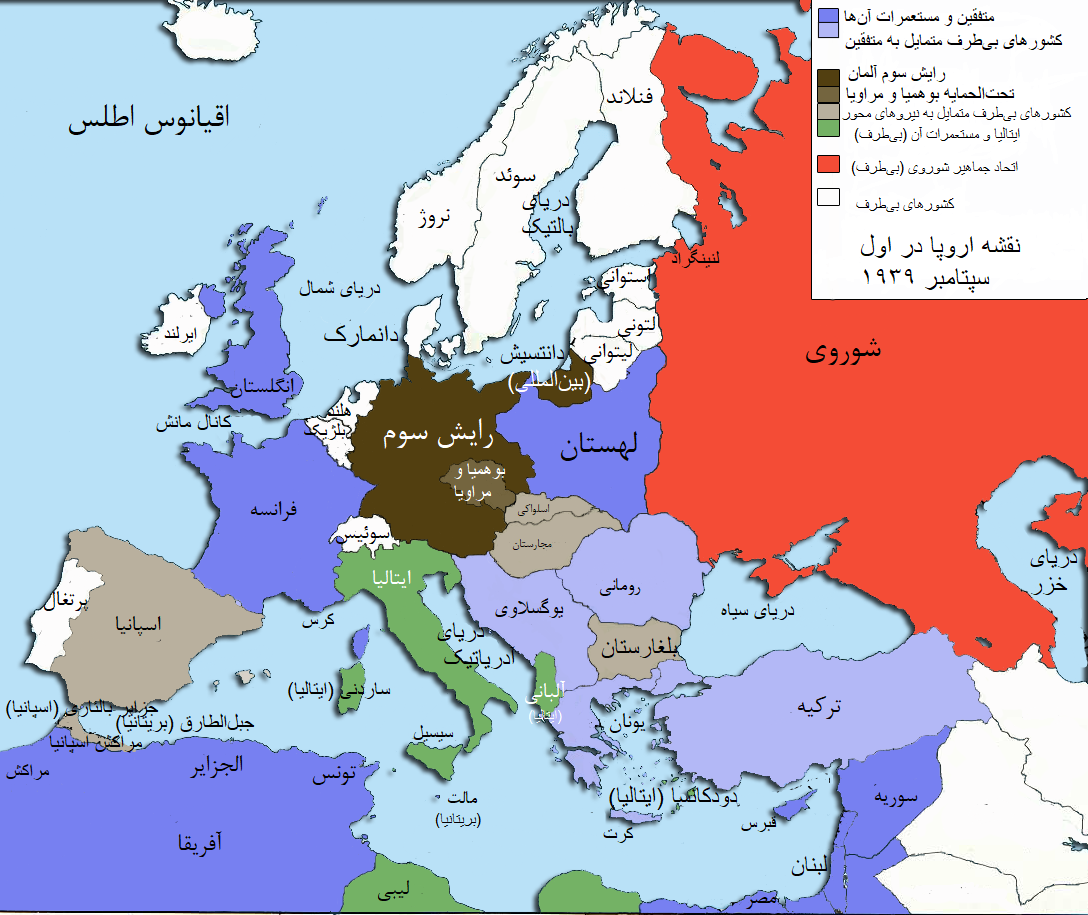
نقشه اروپا در یکم سپتامبر ۱۹۳۹

بین سال‌های ۱۹۱۹ و ۱۹۳۹، لهستان سیاست ایجاد توازن بین اتحاد جماهیر شوروی و آلمان نازی را در پیش گرفته بود و با هر دوی آنها پیمان عدم تجاوز را امضا کرد. در اوایل سال ۱۹۳۹، آلمان خواستار پیوستن لهستان به پیمان ضد کمینترن به عنوان دولت اقماری (کشور تابع) آلمان شد. لهستان از ترس از دست دادن استقلال از این اقدام خودداری کرد. هیتلر در ۲۳ مه ۱۹۳۹ به ژنرال‌های خود اعتراف کرد که دلیل او برای حمله به لهستان دانتسیش نبوده‌است: «مسئله گدانسک (دانتسیش) موضوع مورد بحث نیست. مسئله گسترش فضای زندگی ما (سیاست لبنسراوم) در شرق است…». برای بازدارندگی هیتلر، بریتانیا و فرانسه اعلام کردند که تهاجم به معنای جنگ است و سعی کردند اتحاد جماهیر شوروی را متقاعد کنند که به این بازدارندگی بپیوندد. شوروی، با این حال، کنترل کشورهای بالتیک و بخشی از لهستان را با اتحاد با آلمان توسط پیمان مخفی پیمان مولوتوف-ریبنتروپ در اوت ۱۹۳۹ به دست آورد. تلاش لندن برای بازدارندگی با شکست مواجه شد، اما هیتلر انتظار جنگ گسترده‌تری را نداشت. آلمان در ۱ سپتامبر ۱۹۳۹ به لهستان حمله کرد و درخواست بریتانیا و فرانسه برای عقب‌نشینی لهستان را رد کرد، که نتیجه آن اعلان جنگ در ۳ سپتامبر ۱۹۳۹ مطابق با معاهدات دفاعی با لهستان بود که آنها امضا کرده بودند و علناً اعلام جنگ کردند. با این حال، نه فرانسه و نه بریتانیا کمک نظامی قابل توجهی به لهستان ارائه نکردند، مگر عملیات کوچکی که به عنوان «حمله سار» شناخته می‌شود. از ۱ سپتامبر ۱۹۳۹ لهستان از ترس تکرار سناریوی بسیج جنگ از ۱۹۱۴ فقط تا حدی بسیج شده بود، که عمدتاً نتیجه فشار سفیران بریتانیا و فرانسه بر دولت لهستان بود. ورماخت از نظر تعداد تانک‌ها و هواپیماها و پیشرفت فنی تجهیزاتش نیز از برتری برخوردار بود.
در ۱۷ سپتامبر ۱۹۳۹، ارتش سرخ از شرق وارد لهستان شد و فرماندهی لهستان تصمیم گرفت دفاع از به اصطلاح «سر پل رومانیایی» را رها کند و تمام نیروهای خود را به کشورهای همسایه تخلیه کند. آخرین واحد بزرگتر از نیروهای لهستانی در ۶ اکتبر ۱۹۳۹ در نزدیکی کوک تسلیم شد، اما برخی از واحدها مستقیماً به نبرد پارتیزانی ملحق شدند. تا بهار سال ۱۹۴۰، مقاومت واحدهای نامنظم در منطقه کوه‌های استان اشوی‌داشکسیه در مرکز لهستان ادامه داشت، اما مبارزه این یگان‌ها منجر به سرکوب گسترده مردم غیرنظامی منطقه‌ای شد که در آن فعالیت می‌کردند.

### تهاجم به اتحاد جماهیر شوروی
اطلاعات بیشتر: عملیات بارباروسا و مناقشه طرح‌های تهاجمی شوروی
آلمان در ژوئن ۱۹۴۱ به اتحاد جماهیر شوروی حمله کرد. هیتلر معتقد بود که اتحاد جماهیر شوروی را می‌توان در یک حمله سریع و بی‌امان شکست داد و از وضعیت ناآماده شوروی بهره برد. هیتلر امیدوار بود که موفقیت در آنجا بریتانیا را به پای میز مذاکره بکشاند و جنگ در کل به پایان برسد.

### حملات به پرل هاربر، فیلیپین، مالایا بریتانیا، سنگاپور و هنگ کنگ
اطلاعات بیشتر: حوادث منتهی به حمله به پرل هاربر
دولت ایالات متحده و عموم مردم به‌طور کلی از چین حمایت می‌کردند، با سیاست‌های استعماری اروپا و ژاپن را مخالفت کرده و به اصطلاح سیاست درهای باز را ترویج می‌کردند. بسیاری از آمریکایی‌ها به ژاپنی‌ها به عنوان نژادی تهاجمی و/یا پست می‌نگریستند. دولت ملی جمهوری چین چیانگ کای‌شک روابط دوستانه‌ای با ایالات متحده داشت که با تهاجم ژاپن به چین در سال ۱۹۳۷ مخالفت کرد و آن را نقض حقوق بین‌الملل و حاکمیت جمهوری چین (۱۹۴۹–۱۹۱۲) می‌دانست. ایالات متحده در طول جنگ خود علیه ژاپن به دولت ملی‌گرای چین کمک‌های دیپلماتیک، اقتصادی و نظامی پیشنهاد کرد. اصطکاک دیپلماتیک بین ایالات متحده و ژاپن در حوادثی مانند حادثه پانای در سال ۱۹۳۷ و حادثه آلیسون در سال ۱۹۳۸ ظاهر شد.

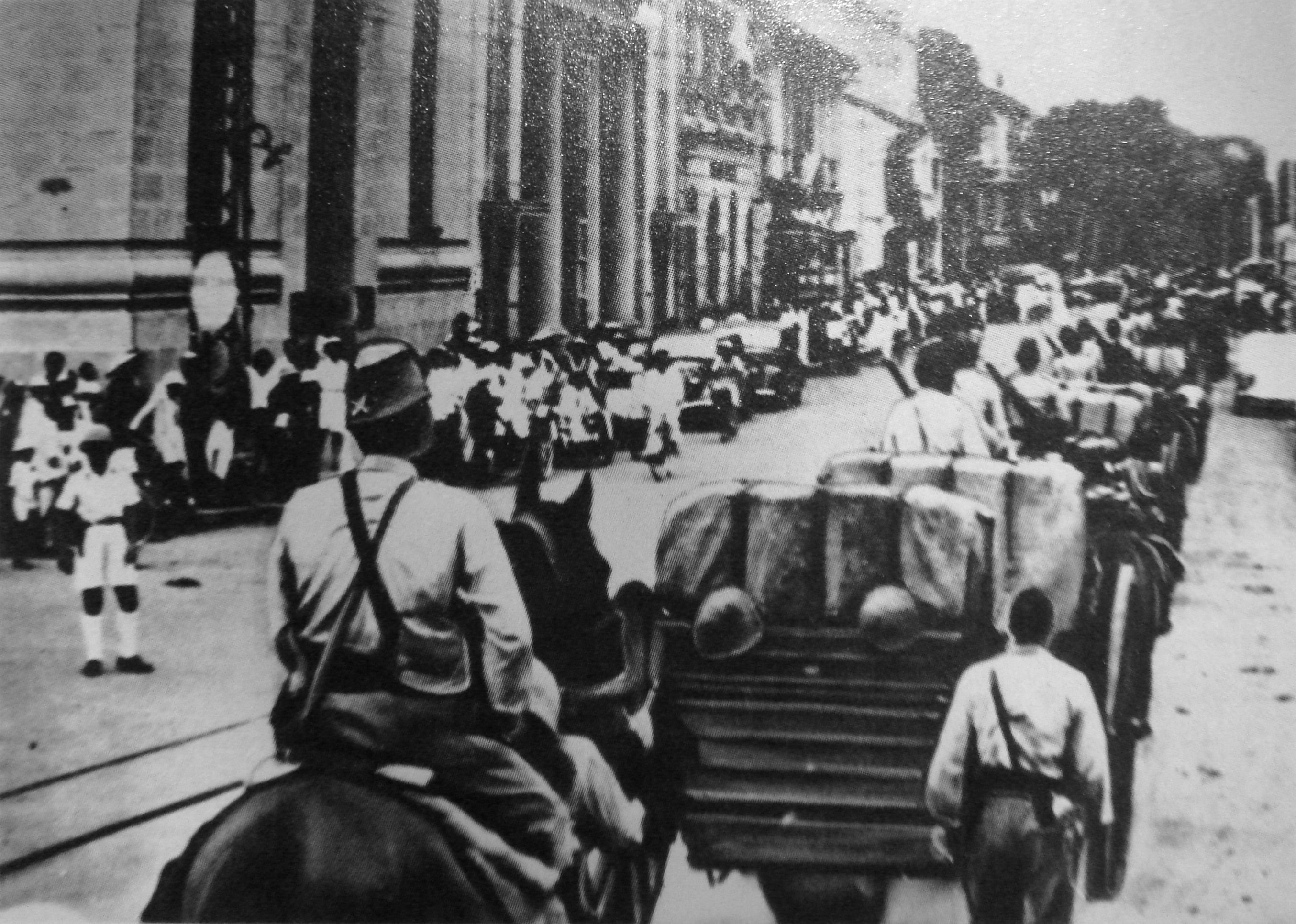
ورود ژاپنی‌ها به سایگون/هوشی‌مین

در واکنش به فشار ژاپن بر مقامات فرانسوی هندوچین فرانسه برای توقف تجارت با چین، ایالات متحده در ژوئیه ۱۹۴۰ شروع به محدود کردن تجارت با ژاپن کرد. پایان تمام محموله‌های نفت در سال ۱۹۴۱ تعیین‌کننده بود زیرا آمریکایی‌ها، بریتانیایی‌ها و هلندی‌ها تقریباً تمام نفت ژاپن را تأمین می‌کردند. در سپتامبر ۱۹۴۰، ژاپنی‌ها به هندوچین فرانسوی ویشی حمله کردند و تونکین را اشغال کردند تا از واردات اسلحه و سوخت چین از طریق هندوچین فرانسه در امتداد راه‌آهن چین و ویتنام از بندر هایفونگ از طریق هانوی به کون‌مینگ در یون‌نان جلوگیری کنند. ایالات متحده تصمیم گرفت که ژاپنی‌ها اکنون بیش از حد پیش رفته‌اند و تصمیم گرفت که به زور آنها را به عقب برگرداند. در سال‌های ۱۹۴۰ و ۱۹۴۱، آمریکایی‌ها و چینی‌ها تصمیم گرفتند اسکادران داوطلبی متشکل از هواپیماها و خلبانان آمریکایی برای حمله به ژاپنی‌ها از پایگاه‌های چینی سازماندهی کنند. این واحد که با نام ببرهای پرنده شناخته می‌شود، توسط کلر لی چنولت فرماندهی می‌شد. اولین نبرد آن دو هفته پس از حمله به پرل هاربر انجام شد.
تایلند با استفاده از این موقعیت، جنگ فرانسه و تایلند را در اکتبر ۱۹۴۰ به راه انداخت. ژاپن به عنوان میانجی در جنگ در ماه مه ۱۹۴۱ وارد عمل شد و به متحد خود اجازه داد تا استان‌های مرزی کامبوج و لائوس را اشغال کند. در ژوئیه ۱۹۴۱، زمانی که عملیات بارباروسا عملاً تهدید شوروی را خنثی کرده بود، جناح نظامی ژاپن که از «استراتژی توسعه از جانب جنوب» حمایت می‌کرد، اشغال بقیه هندوچین فرانسه را تحت فشار قرار داد.
ایالات متحده در ۱۸ اوت ۱۹۴۱ با تحمیل یک تحریم کامل بر کلیه تجارت بین ایالات متحده به ژاپن و خواستار خروج تمام نیروهای ژاپن از چین و هندوچین شد. ژاپن برای ۸۰ درصد نفت خود به ایالات متحده وابسته بود، که منجر به یک بحران اقتصادی و نظامی برای ژاپن شد، زیرا این کشور نمی‌توانست به تلاش‌های جنگی علیه چین بدون دسترسی به نفت و فرآورده‌های نفتی ادامه دهد.
در ۷ دسامبر ۱۹۴۱، بدون اعلان جنگ، نیروی دریایی امپراتوری ژاپن به پرل هاربر با هدف انهدام ناوگان اقیانوس آرام ایالات متحده در لنگر حمله کرد. در همین حال، دیگر نیروهای ژاپنی در جنگ اقیانوس آرام به مشترک‌المنافع فیلیپین و امپراتوری بریتانیا در مالایای بریتانیا، سنگاپور و هنگ کنگ حمله کردند. روز بعد، یک اعلامیه رسمی جنگ ژاپن علیه ایالات متحده و امپراتوری بریتانیا در صفحه اول تمام نسخه‌های عصر روزنامه‌های ژاپن چاپ شد. اختلاف ساعت بین‌المللی باعث شد که این اعلامیه بین نیمه شب تا ۳ بامداد در ۸ دسامبر در آمریکای شمالی و حدود ساعت ۸ صبح روز ۸ دسامبر در بریتانیا اعلام شود.
کانادا در شامگاه ۷ دسامبر به ژاپن اعلام جنگ کرد و روز بعد اعلامیه سلطنتی این اعلامیه را تأیید کرد. بریتانیا در صبح روز ۸ دسامبر به ژاپن اعلام جنگ کرد و به‌طور خاص حملات به مالایا، سنگاپور و هنگ کنگ را به عنوان علت اعلام کرد، اما هر گونه ذکری از پرل هاربر را حذف کرد. ایالات متحده در بعدازظهر ۸ دسامبر، نه ساعت پس از بریتانیا، به ژاپن اعلام جنگ کرد و تنها «اقدامات جنگی غیرقابل تحریک علیه دولت و مردم ایالات متحده آمریکا» را علت آن اعلام کرد.
چهار روز بعد، زمانی که در ۱۱ دسامبر ۱۹۴۱، آلمان نازی و ایتالیا فاشیست به ایالات متحده اعلام جنگ کردند، ایالات متحده وارد جنگ اروپا شد. هیتلر تصمیم گرفت اعلام کند که پیمان سه‌جانبه آلمان را موظف می‌کند که از اعلام جنگ ژاپن پیروی کند، اگرچه ناوشکن‌های آمریکایی که کاروان‌ها و او-بوت‌های آلمانی را اسکورت می‌کردند عملاً در نبرد اقیانوس اطلس (۱۹۳۹–۱۹۴۵) در حال جنگ بودند. اعلان جنگ عملاً به احساسات انزواطلبانه ایالات متحده پایان داد و این کشور بلافاصله معامله به مثل کرد و بنابراین رسماً وارد جنگ در اروپا شد.